# مغزرة باهتة
مغزرة باهتة (الاسم العلمي: Polygala pallida) هي نوع نباتي يتبع جنس المغزرة من فصيلة المغزرية.